# Линейные корабли типа Culloden
Линейные корабли типа Culloden — восемь линейных кораблей третьего ранга, построенных для Королевского флота сэром Томасом Слейдом по проекту, утверждённому 30 ноября 1769 года. Головной корабль типа был построен на королевской верфи в Дептфорде в 1776 году, остальные семь кораблей типа были заказаны частным подрядчикам в 1780-1782 годах. Корабли данного типа относились к так называемым «обычным 74-пушечным кораблям», неся на верхней орудийной палубе 18-фунтовые пушки.

## Корабли
- HMS Culloden

Строитель: королевская верфь, Дептфорд

Заказан: 30 ноября 1769 года

Заложен: июль 1770 года

Спущён на воду: 18 мая 1776 года

Выведен: сел на мель в 1781 году

- HMS Thunderer

Строитель: Уэллс, Ротерхит

Заказан: 23 августа 1781 года

Заложен: март 1782 года

Спущён на воду: 13 ноября 1783 года

Выведен: разобран, 1814 год

- HMS Venerable

Строитель: Перри и Уэллс, Блэкуолл

Заказан: 9 августа 1781 года

Заложен: апрель 1782 года

Спущён на воду: 19 апреля 1784 года

Выведен: разбился о скалы в 1804 году

- HMS Terrible

Строитель: Уэллс, Ротерхит

Заказан: 13 декабря 1781 года

Заложен: 7 января 1783 года

Спущён на воду: 28 марта 1785 года

Выведен: разобран, 1836 год

- HMS Victorious

Строитель: Перри, Блэкуолл

Заказан: 28 декабря 1781 года

Заложен: ноябрь 1782 года

Спущён на воду: 27 апреля 1785 года

Выведен: продан на слом, 1803 год

- HMS Ramillies

Строитель: Рэндалл, Ротерхит

Заказан: 19 июня 1782 года

Заложен: декабрь 1782 года

Спущён на воду: 12 июля 1785 года

Выведен: разобран, 1850 год

- HMS Hannibal

Строитель: Перри, Блэкуолл

Заказан: 19 июня 1782 года

Заложен: апрель 1783 года

Спущён на воду: 15 апреля 1786 года

Выведен: захвачен французами в 1801 году

- HMS Theseus

Строитель: Перри, Блэкуолл

Заказан: 11 июля 1780 года

Заложен: 3 сентября 1783 года

Спущён на воду: 25 сентября 1786 года

Выведен: разобран, 1814 год